# فیض‌آباد (بخش مرکزی شهربابک)
فیض‌آباد، یک آبادی از توابع بخش مرکزی، شهرستان شهربابک در استان کرمان ایران است.

## جمعیت
این آبادی در دهستان پاقلعه قرار دارد و براساس سرشماری مرکز آمار ایران در سال ۱۳۹۵، سکنه دائم آن کمتر از سه خانوار بوده‌است.